# Межейко Віктор Іванович
Віктор Іванович Межейко (нар. 6 жовтня 1953, село Чапаївка, тепер Воскресенка, Пологівський район, Запорізька область) — український політик. Голова Запорізької обласної ради з 30 травня 2013 року по 2015 рік.

## Освіта
У 1977 році закінчив Запорізький машинобудівний інститут за спеціальністю радіоінженер, а у 2004 році — Запорізький юридичний інститут (заочно) за спеціальністю «Правознавство», юрист.

## Кар'єра
У 1971—1972 роках — монтажник радіоапаратури складального цеху Запорізького заводу пересувних електростанцій.
У 1972—1977 роках — студент факультету електронної техніки Запорізького машинобудівного інституту.
У 1977—1981 роках — майстер цеху, начальник технічного бюро цеху, начальник відділу комплектації Запорізького заводу «Радіоприлад».
У серпні 1981—1988 роках — начальник, у 1988—1991 роках — заступник керівника футбольної команди майстрів спортивного клубу «Металург» заводу «Запоріжсталь».
У 1991—1992 роках — директор стадіону «Металург» Запорізького металургійного комбінату «Запоріжсталь».
У 1992—2006 роках — президент громадської організації "Футбольний клуб «Металург» (місто Запоріжжя).
Член Партії регіонів.
У 2006—2013 роках — голова правління Благодійного фонду «Запорізька ініціатива».
З лютого 2009 року очолював обласну громадську організацію «Запорізька обласна федерація футболу». Голова спостережної ради ГО «Пологівський край», голова спостережної ради ГО «За розвиток Запорізького краю». Віце-президент Професійної футбольної ліги України (1996—2000). Член виконкому Федерації футболу України (з 1996); голова спортивно-медичного комітету ФФУ. Член президії ФФУ (з 2005).
Обирався депутатом Запорізької обласної ради V та VI скликань, головою постійної комісії обласної ради з гуманітарних питань, з 2011 року — член виконавчого комітету Запорізької міської ради.
З 30 травня 2013 по грудень 2015 року — голова Запорізької обласної ради.
Підозрювався у розгоні Євромайдану 26 січня 2014 року перед будівлею Запорізької облдержадміністрації.

## Нагороди
Має Почесне звання «Заслужений працівник фізичної культури і спорту України» (2001), нагороджений орденом «За заслуги» III (2004) та II ступенів (2011), Почесною грамотою Верховної Ради України (2006), орденом «За заслуги перед Запорізьким краєм» II ступеня (2010). Володар національної премії престижу «Особистість — 2006», удостоєний почесного звання «Лицар Вітчизни» з врученням «Золотого хреста гідності і звитяги» (2007).